# Blondinen bevorzugt (Musical)
Blondinen bevorzugt (englischer Originaltitel Gentlemen Prefer Blondes) ist ein Musical von Jule Styne (Musik) und Leo Robin (Liedtexte). Das Buch zum Musical stammt von Joseph Fields und Anita Loos, nach Loos’ gleichnamigem Roman (1925), Schauspiel (1926) und der Verfilmung von Malcolm St. Clair Blondinen bevorzugt (1928).
Die Uraufführung fand am 8. Dezember 1949 im Ziegfeld Theatre in New York statt. Die deutschsprachige Erstaufführung war 1988 im Stadttheater in Pforzheim in der Übersetzung von Gabrielle Peter und Beate Rygiert-Schmidt. 2013 wurde das Stück von Christian Gundlach (Dialoge) und Edith Jeske (Songtexte) im Auftrag des Verlages Felix Bloch Erben neu übersetzt.
Carol Channing wurde durch die Rolle der Lorelei zum Star. In einer Neubearbeitung mit dem Titel Lorelei (Untertitel: Gentlemen Still Prefer Blondes), die am 27. Januar 1974 im Palace Theater in New York City Premiere hatte, übernahm sie abermals die Hauptrolle. Styne komponierte hierfür zusätzliche Songs mit Gesangstexten von Betty Comden und Adolph Green, Kenny Solms und Gail Parent schrieben das Buch. Die Handlung des 1949er Musicals bekam einen Rahmen, in dem sich die verwitwete Lorelei an die Umstände ihrer Vermählung erinnert.

## Inhalt
Ort und Zeit: New York, das Passagierschiff Île de France, Paris. 1924.

Wenn man was Liebes findet, muss man nicht unbedingt nach Klasse, Absicht oder Vergangenheit fragen. Mr. Esmond Senior tut dies, denn sein Sohn möchte heiraten.
 Das Paar steht auch schon am Hafen, zur Abreise nach Europa bereit, da wird Gus Esmond zurückgerufen. Die Erfindung des Reißverschlusses bedroht die eigene Knopffabrikation. Lorelei Lee muss nun allein, lediglich in Begleitung ihrer Freundin Dorothy, über den Atlantik schippern. Während der Überfahrt mischt Lorelei die Bord-High-Society auf, verpasst ihrer Freundin einen Versorger und lernt den Reißverschluss-Erfinder Josephus Gage kennen, derweil in der Heimat der alte Esmond immer noch in ihrer Vergangenheit herumstochert. Gus ist das aber alles ganz egal. Er fährt nach Paris, um sie zu heiraten – und findet sie dort in einem Kleid mit Reißverschluss!
 Die Sehnsucht ist jedoch größer als der Stolz. Zum Finale in New York präsentiert Lorelei Esmond Senior die Hälfte der Anteile an der Reißverschluss-Gesellschaft, sodass endlich geheiratet werden kann.

## Bekannte Musiknummern
- Bye, Bye Baby
- A Little Girl From Little Rock
- Diamonds Are a Girl’s Best Friend

## Verfilmung
Das Musical wurde 1953, unter dem Titel Blondinen bevorzugt (Gentlemen Prefer Blondes) von Howard Hawks u. a. mit Marilyn Monroe und Jane Russell verfilmt.